# Чева, Джованни
Джова́нни Че́ва (итал. Giovanni Ceva; 7 декабря 1647 — 15 июня 1734) — итальянский математик и инженер, доказавший теорему Чевы о геометрии треугольника.
Основной заслугой является построение учения о секущих, которое положило начало новой синтетической геометрии. Оно изложено в сочинении «О взаимопересекающихся прямых» (De lineis rectis se inuicem secantibus statica constructio, Mediolani, 1678).
Джованни Чева получил образование в иезуитском колледже Милана, а в 1670 году поступил в Пизанский университет. В 1685 году женился на Сесилии Веччи, у них было несколько детей.
Чева был инженером-гидравликом и в качестве такового несколько раз служил правительству Мантуи. Смерть его последовала во время осады Мантуи. Также он опубликовал одну из первых работ по математической экономике (De re nummeraria, 1711), в которой рассматривались условия стабильности денежной системы Мантуи.

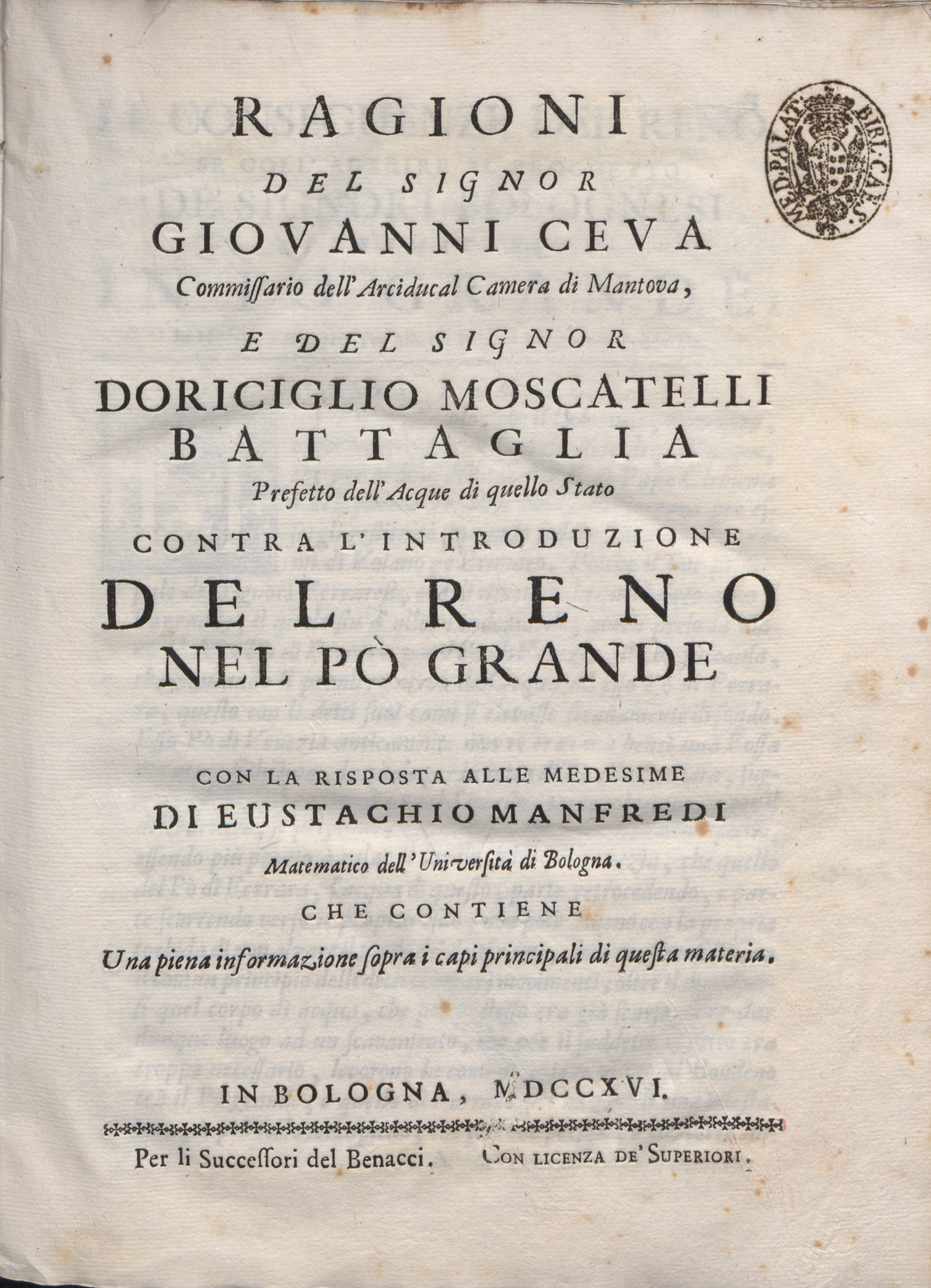
Ragioni [...] contra l'introduzione del Reno nel Pò, 1716
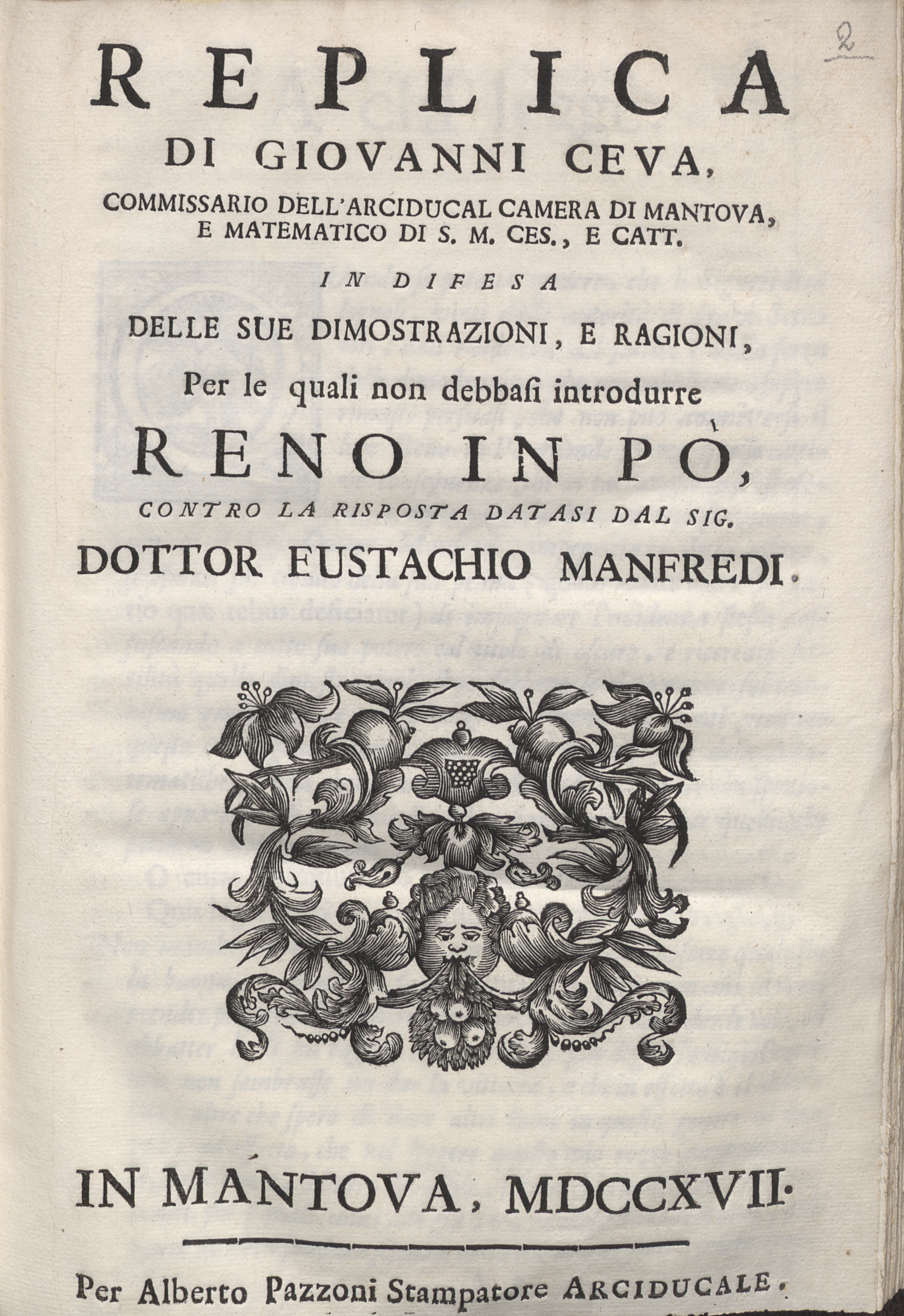
Replica [...] in difesa delle sue dimostrazioni, e ragioni per la quali non debbasi introdurre Reno in Po, 1717